# Explosie

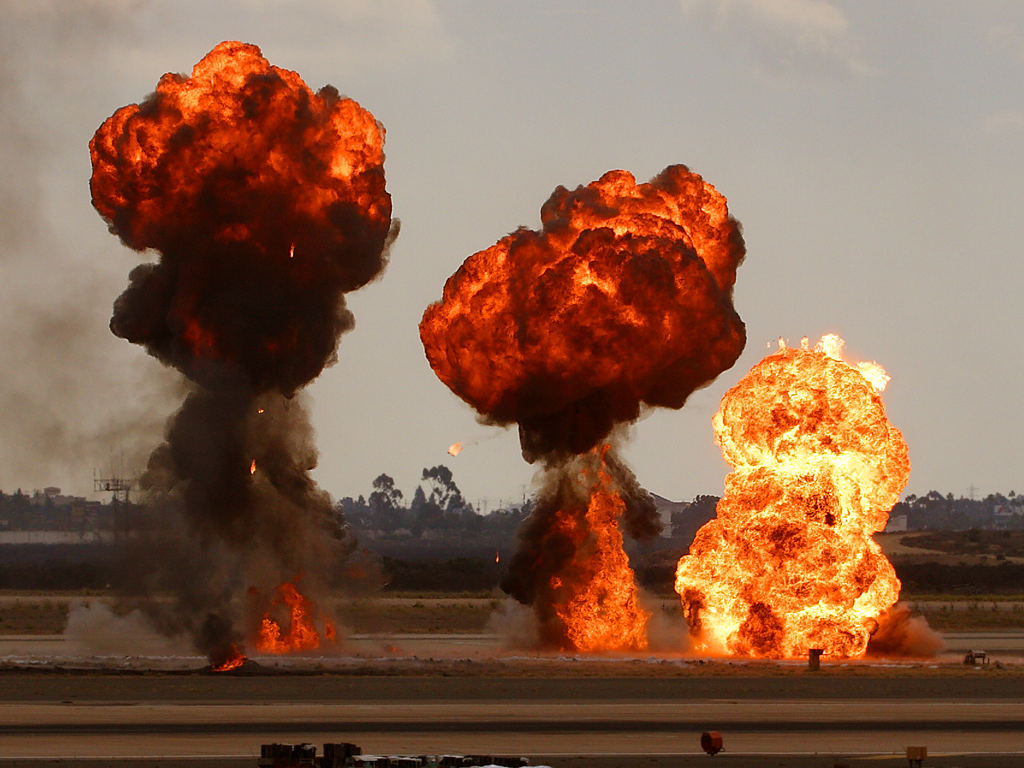
Benzine-explosies, gesimuleerd bombardement, tijdens een luchtvaartshow

Een explosie of ontploffing is een plotselinge vergroting van het volume van een hoeveelheid materie en het vrijkomen van energie op een gewelddadige manier, gewoonlijk gepaard gaand met het ontstaan van hoge temperaturen en het vrijkomen van gassen. Een explosie veroorzaakt schokgolven in het medium waarin hij optreedt. Explosies worden als deflagraties gecategoriseerd als de schokgolven subsonisch zijn en als detonaties als ze supersonisch zijn.
Explosieven zijn stoffen of mechanismen met daarin dergelijke stoffen, die explosies veroorzaken. De bekendste kunstmatige explosieven zijn chemische explosieven, veelal een snelle en heftige oxidatie reactie die grote hoeveelheden heet gas produceert. Buskruit was het eerste explosief dat werd uitgevonden en gebruikt werd. Andere vroege ontwikkelingen in de chemische explosieven technologie waren Frederick Augustus Abels ontwikkeling van cellulosenitraat (schietkatoen) in 1865 en Alfred Nobels uitvinding van dynamiet (gestabiliseerd nitroglycerine) in 1866.
Een andere orde van explosief, de atoombom werd in 1945 door het Amerikaanse leger uitgevonden.
In de natuur komen explosies vaak voor. Op de aarde komen de meeste natuurlijke explosies voort uit vulkanische processen.
Zonnevlammen komen vaak op de zon voor, en hoogstwaarschijnlijk op de meeste andere sterren.
Tot de grootste bekende explosies in het heelal horen supernova's en gammaflitsen. Supernovae ontstaan via twee mechanismen: ten eerste zijn ze het natuurlijk levenseinde van alle zware sterren; ten tweede kunnen witte dwergen in nauwe dubbelsterren zich ontwikkelen tot een supernova. Korte gammaflitsen ontstaan door samensmelting van twee neutronensterren of van een neutronenster en een zwart gat; lange gammaflitsen (hypernova-explosies) ontstaan door de ineenstorting van een zware ster.

## Bekende explosies
- Chemische explosies:
  - Explosie van Halifax
  - Explosie in Cádiz
  - Tweede Slag om Mesen
  - PEPCON-ramp

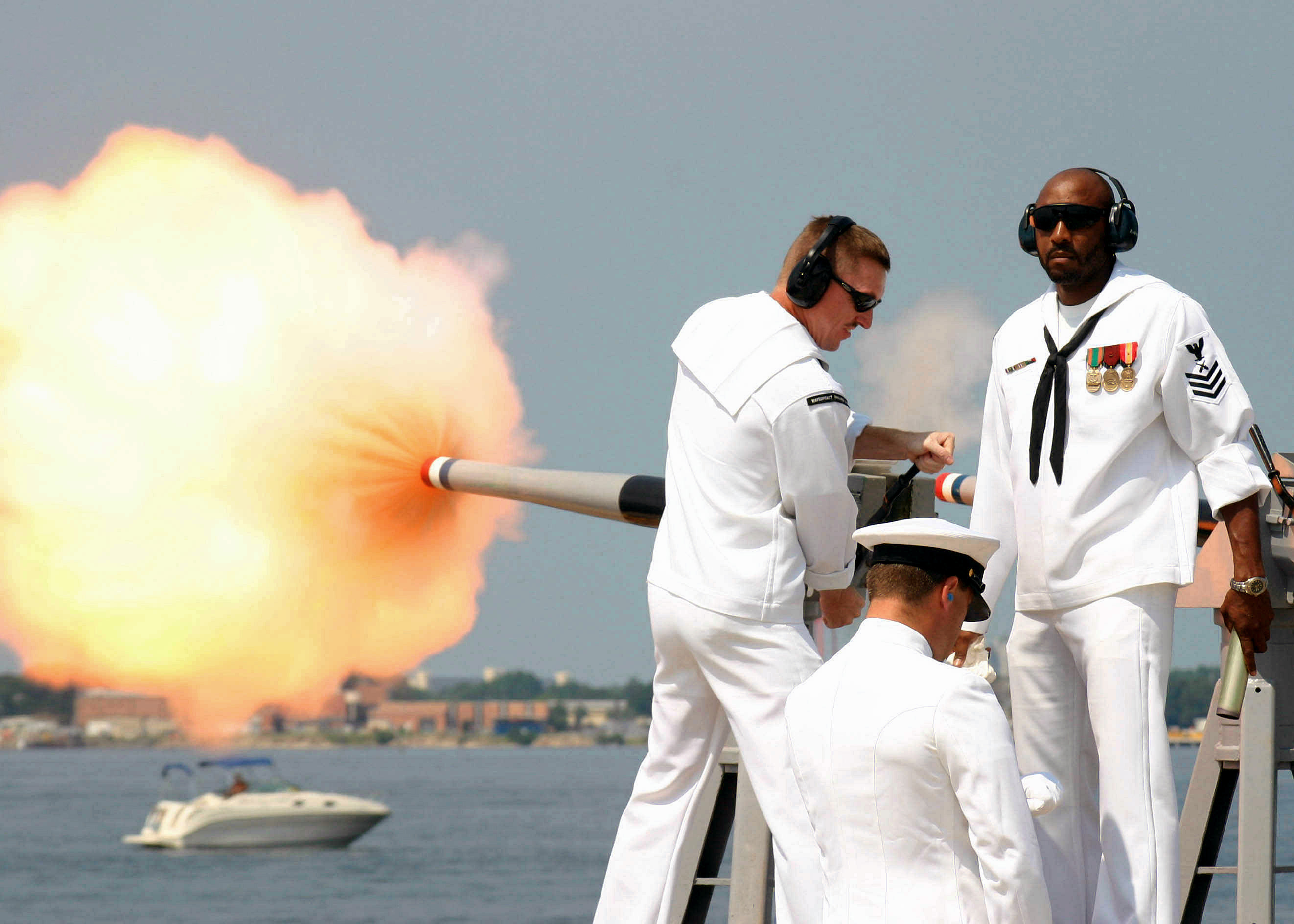
Explosieve kracht uit een kanon

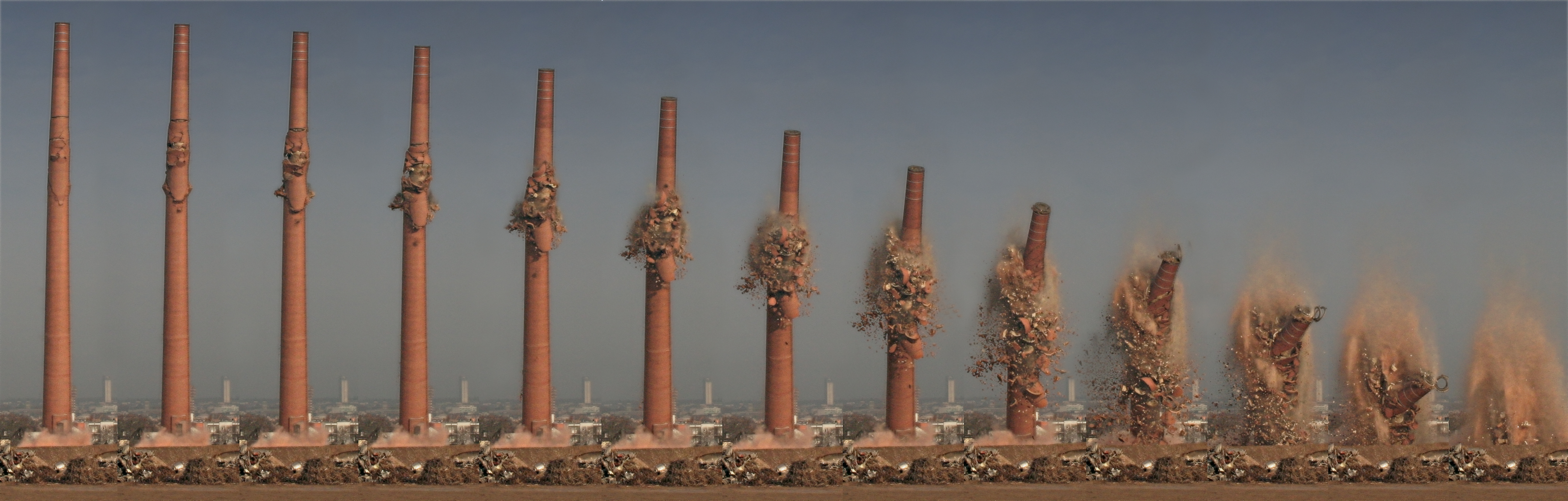
Het opblazen van een fabrieksschoorsteen in Frankfurt

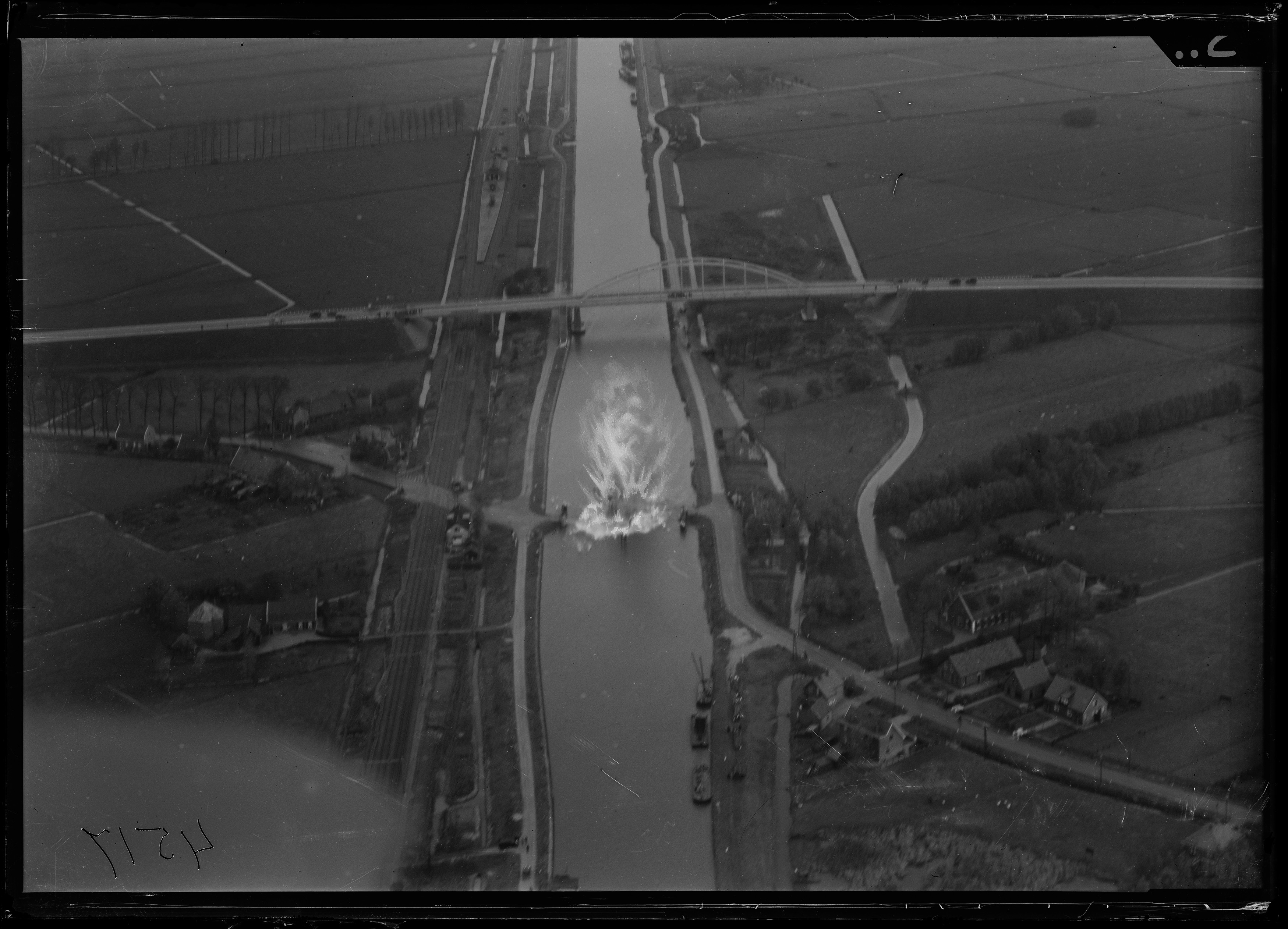
Opblazen van een brug bij Nieuwersluis, 1920-1940. Nederlands Instituut voor Militaire Historie.

  - Hertfordshire Oil Storage Terminal
  - Gasramp van San Juan Ixhuatepec
  - Vuurwerkramp in Enschede
  - Explosie in de haven van Tianjin
  - Explosie in de haven van Beiroet
- Nucleaire wapens (nucleaire explosie):
  - Kernproef:
    - Trinity test
    - Castle Bravo (krachtigste nucleaire wapen van de Verenigde Staten)
    - Tsar Bomba (krachtigste nucleaire wapen ooit gemaakt)

  - Gebruik in oorlog:
    - Hiroshima
    - Nagasaki
- Stoomketel-explosies
- Exploderende vulkanen:
  - Santorini (ook bekend als Thera)
  - Krakatau
  - Tambora
  - Mount Pinatubo
  - Yellowstonecaldera
- Astronomische gebeurtenissen:
  - Oerknal
  - Toengoeska-explosie
  - Gammaflitsen
  - Supernova
  - Komeet Shoemaker-Levy 9
  - Krabnevel supernova
  - Zonnevlekken